# Dzsászim bin Hamad bin Halífa ál-Szání
Dzsászim bin Hamad bin Halífa ál-Szání (arabul: جاسم بن حمد بن خليفة آل ثاني; Doha, 1978. augusztus 25. –) Katar volt trónörököse, Hamad bin Halífa ál-Szání emír fia. 2003-ban testvére révére lemondott trónörökösi pozíciójáról, azt nyilatkozva, hogy nem érdekelte az uralkodói élet.

## Élete

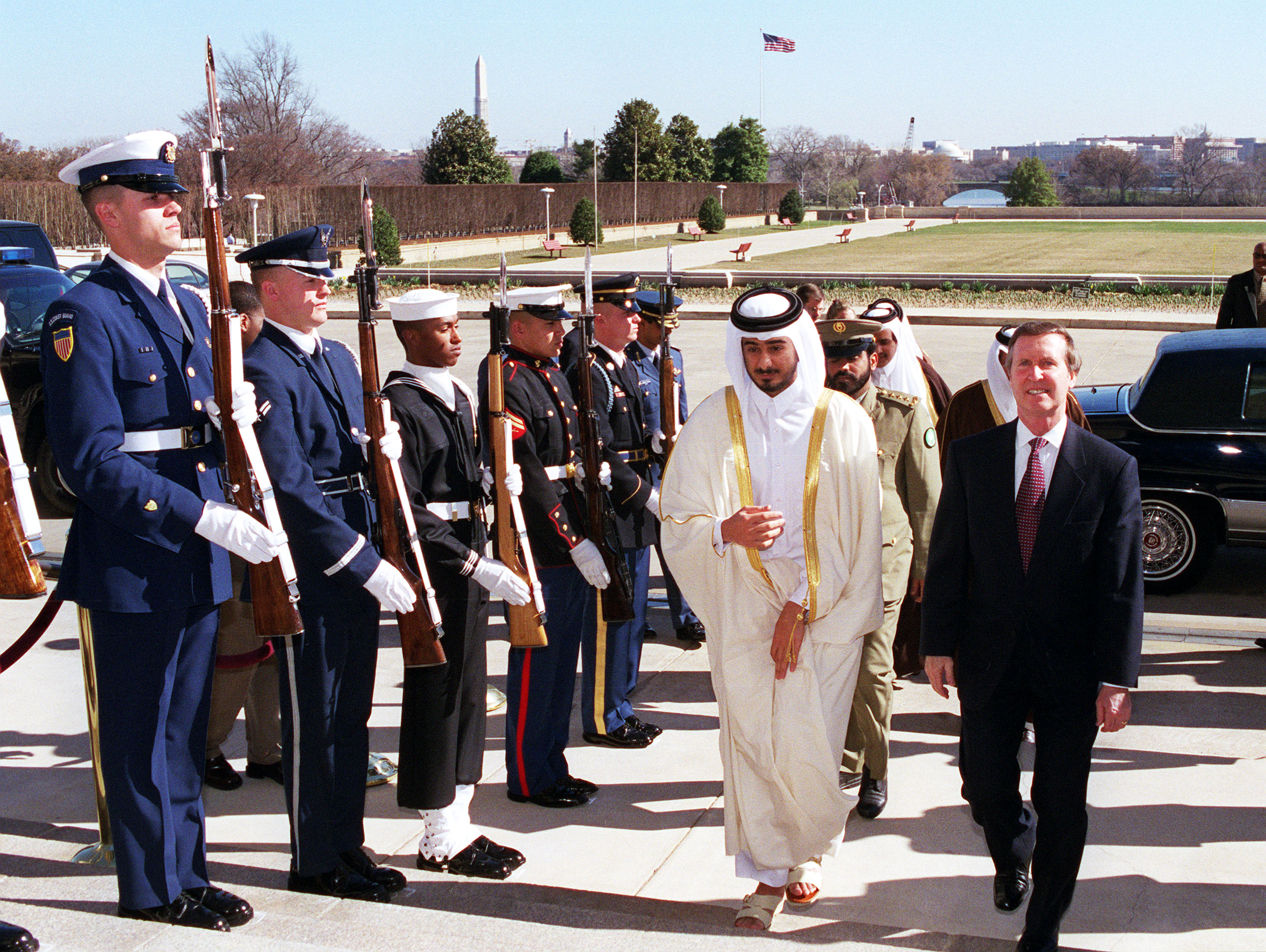
2000-ben, a Pentagon előtt

Apja, Hamad bin Halífa ál-Szání 1995 és 2013 között volt Katar emírje. Anyja Hamad második felesége, Múzá bint Nászer ál-Miszned. Tanulmányait a Sandhursti Királyi Katonai Akadémia, a Sherborne International és a Sherborne Iskola tanulójaként végezte.
Ál-Szání a katari hadsereg alhadnagyaként kezdte pályafutását 1996. augusztus 9-én, miután végzett tanulmányaival. 1996. október 23-án lett Katar trónörököse, bátyja, Mishál bin Hamad ál-Szání helyét átvéve. 2003. augusztus 5-én lemondott a pozícióról, Tamím nevű testvére érdekében. A Qatar News Agency információi szerint egy levélben értesítette apját döntéséről: „Soha nem akartam, ahogy ezt neked is elmondtam a kezdetektől fogva, az ország koronahercege lenni” és csak „kényes körülmények” miatt fogadta el a kinevezést 1996-ban.
A Qatar National Cancer Society tiszteletbeli elnöke 1997 óta, illetve 1999-ben kinevezték a koordinációs bizottság élére. Ezek mellett 2000 óta a környezeti és környezeti erőforrások tanácsának elnöke. 2003 óta az Aspire Academy sportakadémia fontos támogatója, illetve a Qatar Foundation felügyelőtanácsának tagja.

## Családja
Dzsászim 2006. március 30-án házasodott össze unokatestvérével, Buszáina bint Hamad ál-Száníval. Nyolc gyerekük van, három fiú és öt lány.
- Múzá bint Dzsászím bin Hamad ál-Szání
- Fahád bin Dzsászím bin Hamad ál-Szání
- Hind bint Dzsászím bin Hamad ál-Szání
- Hamad bin Dzsászím bin Hamad ál-Szání
- Tamím bin Dzsászím bin Hamad ál-Szání
- ál-Májásza bint Dzsászím bin Hamad ál-Szání
- Dáí bint Dzsászím bin Hamad ál-Szání
- Gánd bint Dzsászím bin Hamad ál-Szání